# کتابخانه و موزه جان اف. کندی

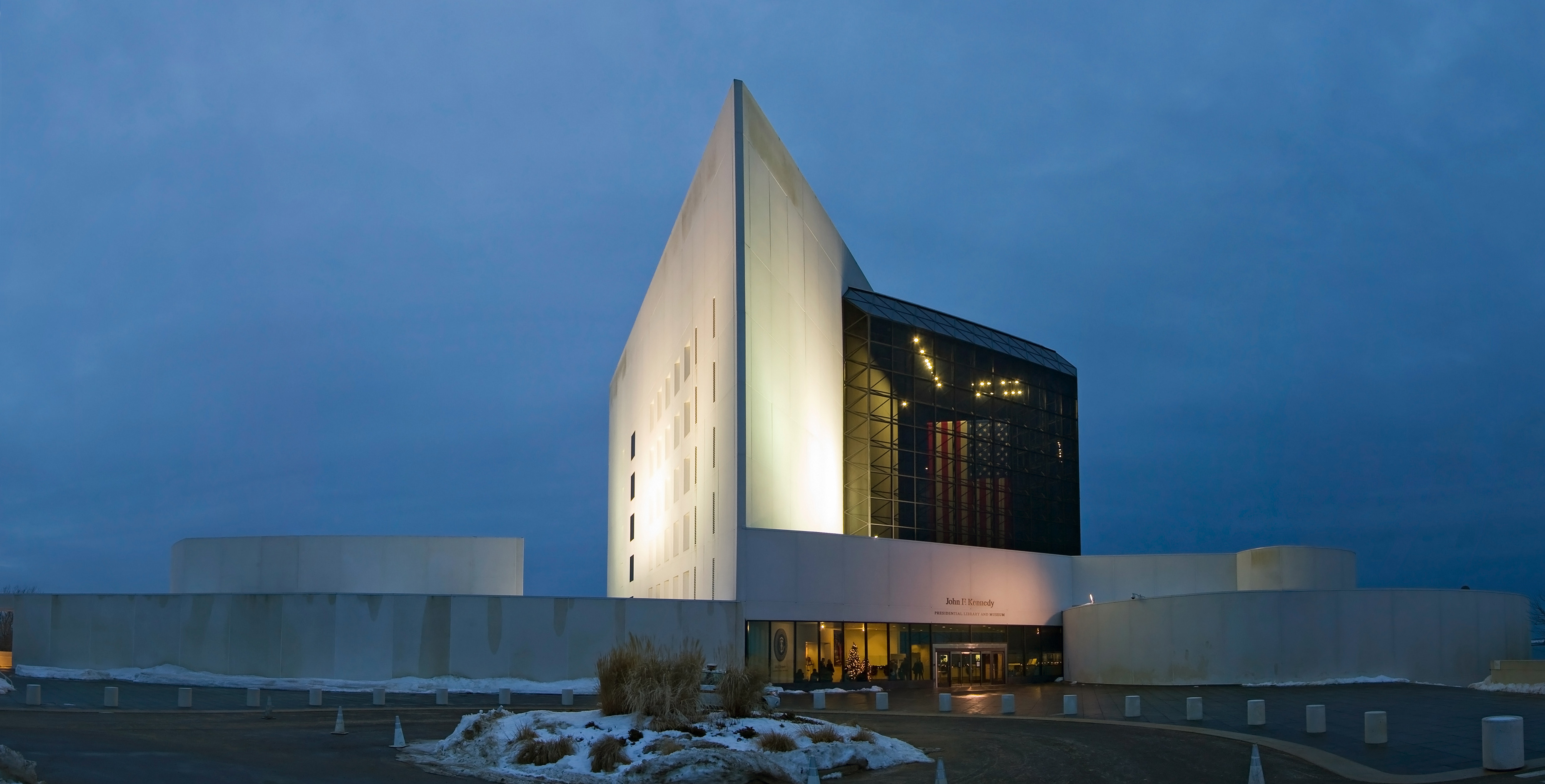
ساختمان اصلی کتابخانه

موزه و کتابخانه ریاست جمهوری جان اف کندی (به انگلیسی: John F. Kennedy Library) یک مرکز فرهنگی و کتابخانه اسناد دولتی دوران ریاست جمهوری جان اف کندی است. بنا به رسم موزه‌های ریاست جمهوری در ایالات متحده این موزه نیز در ایالت ریس جمهور کندی ساخته شده است. موزه در شهر بوستون مرکز ایالت ماساچوست آمریکا و در در داخل پردیس دانشگاه دانشگاه ماساچوست واقع می‌باشد. طراح بنای موزه آی ام پی می‌باشد.
موزه با یادآوری روزهای نخستین زندگی جان شروع می‌شود سپس دوران خدمت او در ارتش ایالات متحده به هنگام جنگ جهانی دوم نمایش داده می‌شود. پس از آن دوران سناتوری جان می‌باشد و بالاخره زمان ریاست جمهوری. عکس‌هایی از دیدارهای مختلف کندی، یادبودهایی که توسط سران کشورهای مختلف به وی اعطا شده، نوشتارهای مربوط به بحران‌های زمان ریاست جمهوری کندی و نیز تبلیغات انتخاباتی زمان کندی و مباحثات انتخاباتی بخش بزرگی از موزه را تشکیل می‌دهند. اتاق کار وی در کاخ سفید و اتاق رسانه‌ای کاخ سفید بازسازی شده است و تجهیزات و تزیینات اصلی مربوط به اتاق به نمایش گذاشته شده است. در قسمت دیگر از موزه لباس‌ها و تصاویر همسر جان اف کندی به نمایش درآمده است. از عکس‌های جالب توجه موزه برای بازدیدکنندگان ایرانی می‌توان به تصویر دیدار محمدرضا پهلوی شاه وقت ایران به همراه همسرش فرح دیبا با جان اف کندی و همسرش اشاره نمود.